# Mount Fourcade
Mount Fourcade ist ein 215 m hoher Berg an der Danco-Küste des Grahamlands auf der Antarktischen Halbinsel. Er ragt 3 km südwestlich des Kap Anna auf.
Teilnehmer der Belgica-Expedition (1897–1899) des belgischen Polarforschers Adrien de Gerlache de Gomery kartierten ihn. Das UK Antarctic Place-Names Committee benannte ihn 1960 nach dem südafrikanischen Geodäten Henry Georges Fourcade (1865–1948), der um 1900 ein Stereogonometer für die Photogrammetrie entwickelt hatte.